# エクスナー関数
エクスナー関数（エクスナーかんすう、英: Exner function）とは、大気のモデリングにおいて重要なパラメータである。エクスナー関数は無次元化された気圧と見ることができ、次のように定義される：
{\displaystyle \Pi =\left({\frac {p}{p_{0}}}\right)^{R_{d}/c_{p}}={\frac {T}{\theta }}}
ここでp は着目している空気塊の気圧、p0 はその空気塊の直下における地上気圧（通常は1000 hPaと仮定する）、Rd は乾燥空気の気体定数、cp は乾燥空気の定圧比熱、T は着目している空気塊の気温、θは温位である。